# アブソルート (ウォッカ)
アブソルート（Absolut Vodka）はスウェーデンに本社を置く、V&S社から販売されているウォッカのブランドの一つ。スピリッツの中ではバカルディやスミノフに続く3番目に位置しており、世界的なブランドとして高い評価を得ている。

## 歴史

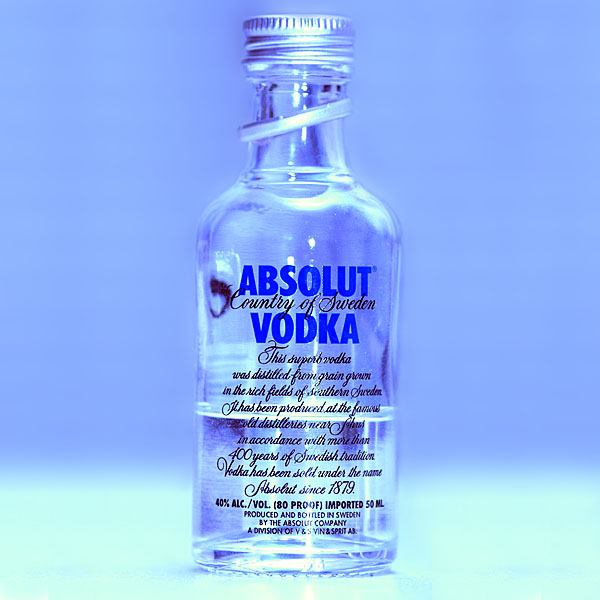
アブソルート・ウォッカ

スウェーデン南部にあるオーフスでは、今から400年前よりウォッカの生産がおこなわれていた。その中でアブソルートウォッカの産みの親であるラーズ・オルソン・スミスにより1879年に誕生する。当時はそれぞれが独自にスピリッツを製造していたが
スミスは製造段階で発生するフーゼル・アルコールを分離する技術を開発し、1877年にこれを導入。その2年後となる1879年に「ブレンヴィン」（スウェーデン語で”燃えるワイン”という意味）なる名で販売を開始。これはスウェーデンのみならず、隣国デンマーク、ノルウェー、フィンランド等の国々でも販売されるようになり、同ウォッカのブランドを確立すると共に、1917年にはV&S社を設立。ブランド名も「アブソルート・レント・ブレンヴィン」と名を変える。またこれ以後スウェーデンは酒類の製造販売は国営でおこなわれることとなる。
1979年、スウェーデンで誕生100年を迎え、アメリカやその他各国への販売機会を得る。クリアな味わいを持ったこのウォッカは、世界各国での発売に際して、試薬品の瓶に似せた独特の形状をしたボトルでパッケージデザインを変えて販売されると、アブソルートの宣伝キャンペーンを担当した広告代理店、TBWAによる強力なキャンペーン（これについては後述）により、空前の人気を得ると共に、1985年にはアメリカで輸入ウォッカNO'1を記録。以後今日までその高い知名度を維持し続けている。

## TBWAによるキャンペーン広告
1979年の世界発売当時から、今日まで主要なキャンペーンはTBWAの手によりおこなわれており、初期のものは1980年に写真家のスティーブン・ブロンスタインが写真撮影し、そこに「ABSOLUT VODKA」とのコピーが書かれたもののみだったが、このシンプルなスタイルが評判となり、アブソルート（「絶対的な～」）という名にちなみ、この瓶をキャンバスにして、多数のアーティストがこの広告に参加する一大キャンペーンに成長する。
ポップアートの旗手として知られるアンディ・ウォーホルや、デジタル・アートの鬼才、ローレンス・ガルテル、画家のビル・バーミンスキなど総勢300以上ものアーティストが参加している。